# Astrothelium intermedium
Astrothelium intermedium är en lavart som beskrevs av Aptroot & Lücking. Astrothelium intermedium ingår i släktet Astrothelium och familjen Trypetheliaceae.   Inga underarter finns listade i Catalogue of Life.